# Marcus Ingvartsen
Marcus Højriis Ingvartsen (ur. 4 stycznia 1996 w Farum) – duński piłkarz grający na pozycji napastnika w San Diego FC.

## Kariera klubowa
Karierę rozpoczął jako pięciolatek w Farum BK, z którego trafił do FC Nordsjælland. 28 lutego 2014 zadebiutował w pierwszej drużynie tego klubu w wygranym 2:0 meczu z Viborg FF. W grudniu 2014 podpisał trzyipółletni kontrakt z klubem, a w listopadzie 2016 przedłużył go o rok. W sezonie 2016/2017 z wynikiem 23 goli został królem strzelców Superligaen. W lipcu 2017 podpisał czteroletni kontrakt z KRC Genk. Zadebiutował w tym klubie 4 sierpnia 2017 w przegranym 1:2 meczu ze Standard Liège. W czerwcu 2019 podpisał trzyletni kontrakt z Unionem Berlin. 11 sierpnia 2019 zadebiutował w tym klubie w wygranym 6:0 meczu Pucharu Niemiec z Germanią Halberstadt, a 19 października 2019 strzelił pierwszego gola dla stołecznego klubu w wygranym 2:0 meczu z SC Freiburg. 30 sierpnia 2021 został wypożyczony na jeden sezon do Mainz 05. W maju 2022 Mainz zdecydowało się wykupić Ingvartsena – Duńczyk podpisał kontrakt z tym zespołem do 2025. 7 lipca 2023 powrócił do FC Nordsjælland. 19 marca 2024 San Diego FC ogłosiło transfer Ingvartsena przed debiutem w MLS w 2025.

## Kariera reprezentacyjna
Młodzieżowy reprezentant Danii w kadrach od U-16 do U-21. W pierwszej reprezentacji zadebiutował 28 marca 2021 w wygranym 8:0 spotkaniu eliminacji do mistrzostw świata z Mołdawią. W tym spotkaniu zdobył również jedną z bramek.